# Лінді Рафф
Лінді Кемерон Рафф (англ. Lindy Cameron Ruff; нар. 17 лютого 1960) — канадський хокейний тренер і колишній гравець. Наразі головний тренер команди НХЛ «Баффало Сейбрс». Рафф був головним тренером «Нью-Джерсі Девілз» (2020—2024), «Даллас Старс» (2013—2017), а також  «Баффало Сейбрс» (1997—2013), з якими він отримав нагороду Джека Адамса в 2006 році. Під час своєї ігрової кар'єри Рафф грав у НХЛ за «Сейбрс» і «Нью-Йорк Рейнджерс», у першому з яких він був капітаном.
Рафф був помічником тренера національної збірної Канади на зимових Олімпійських іграх 2014 року.